# MÁV Ik
Die MÁV Ik war eine Schnellzug-Schlepptenderlokomotivreihe der Ungarischen Staatsbahnen MÁV.
Wohl vorausahnend, dass die Verbundmaschinen der Reihe
Ik im Vergleich mit den Nassdampf-Zwillingslokomotiven der Reihe MÁV Ih
besser abschneiden würden, ließen die MÁV 1897 15 Exemplare in Budapest fertigen, denen 1898 noch drei Stück folgten.
Der Kessel hatte etwas weniger Rohre, im Gegenzug war er etwas länger
dimensioniert als der der Reihe Ih.
Das Drehgestell war etwas weiter vorne situiert und hatte größeren Achsstand.
Daraus resultierte eine gegenüber den Loks der Kategorie Ih größere Länge.
Außerdem erhielt der Drehzapfen des Drehgestells ein Seitenspiel.
Die Fahrzeuge wurden wie die der Reihe Ih auf den Gebirgsstrecken eingesetzt.
Im zweiten Schema der MÁV wurden die 18 Zwillingslokomotiven als Kategorie Ik mit den Nummern 661–678 versehen.
Im ab 1911 gültigen dritten Schema wurden sie 321,001–018.
Nach dem Ersten Weltkrieg kam die 321,010 zu den ČSD, die sie als 344.701 bezeichneten und 1927 kassierten.